# The Prince (Oliver O. Cook)
The Prince è un album del polistrumentista e direttore d'orchestra Mario Battaini, pubblicato con lo pseudonimo Oliver O. Cook

## Disco
L'album, di dodici brevi tracce riassume il suo genere nel pop psichedelico fuso a qualche influenza progressive e fusion.

## Tracce
1. I'm The Boss - 2:36
2. 35th Street - 2:41
3. Genius - 3:15
4. Hey! Aretha - 2:15
5. The Beautiful World - 2:18
6. The Magic Day - 2:18
7. Come Into The Sunshine - 2:40
8. Holiday For A Piano - 2:32
9. Krazy Kat - 2:23
10. The Ballad Of Suzanne - 3:32
11. Part Of My Life - 3:30
12. The New Tennessee - 2:45